# Dujiangyan
Dujiangyan är en stad på häradsnivå som lyder under Chengdus stad på prefekturnivå i Sichuan-provinsen i sydvästra Kina. Den ligger omkring 59 kilometer nordväst om provinshuvudstaden Chengdu. 
Orten är känd för Dujiangyans bevattningssystem.